# Michel Honoré Vincelot
Le chanoine Michel Honoré Vincelot est un ornithologue amateur français, né en 1815 à Saumur et mort en 1877 à Angers.

## Biographie
Né le 13 février 1815, Michel Vincelot est le fils d'un boulanger de Saumur qui meurt alors qu'il a cinq ans. Il fait ses études à Angers et rentre au séminaire. Ordonné prêtre le 16 octobre 1838, il est ensuite appelé à la direction de l'Institution Saint-Julien d'Angers, poste qu'il occupe jusqu'en 1850. Il est nommé chanoine honoraire de la cathédrale.

## Liste partielle des publications
- 1855 : Tableau synoptique pour servir à l'étude de l'ornithologie et de l'oologie de Maine-et-Loire, Annales de la Société linnéenne du département de Maine-et-Loire.
- 1859 : Essais étymologiques sur l'ornithologie de Maine-et-Loire, ou les Mœurs des oiseaux expliquées par leurs noms (impr. de Cosnier et Lachèse, Angers) – réédité en enrichi en 1865.
- 1867 : Les Noms des oiseaux expliqués par leurs mœurs, ou Essais étymologiques sur l'ornithologie (4 volumes, impr. de P. Lachèse, Belleuvre et Dolbeau, Angers) — troisième édition entièrement refondue de l’ouvrage précédent.
- 1868 : Réhabilitation du pic-vert, ou Réponse aux observations d'un propriétaire sur l'utilité du pic en Anjou, Annales de la Société linnéenne de Maine-et-Loire — réédité en 1869 à Librairie agricole de la Maison rustique (Paris).
- 1874 : Essai d'une réfutation des théories darwiniennes sur l'origine de l'homme (impr. de P. Lachèse, Belleuvre et Dolbeau, Angers).